# Vijfstreepschorpioen
De vijfstreepschorpioen (Leiurus quinquestriatus) is een schorpioen uit de familie Buthidae. Het is een van de giftigste schorpioenen ter wereld. Het gif van deze soort bevat verschillende neurotoxinen en heeft een lage LD50.
Een steek van deze schorpioen zal zeer pijnlijk zijn, maar er is een kleine kans dat een gezonde volwassene er aan zal overlijden. Jonge kinderen, ouderen of mensen met een slechte gezondheid lopen hierop echter een veel groter risico.
De vijfstreepschorpioen komt voor in Noord-Afrika, het Nabije Oosten en op het Arabisch Schiereiland.